# ترابيتو
ترابيتو (بالإيطالية: Trappeto)‏ هي بلدية في مقاطعة باليرمو في صقلية الإيطالية.

## السكان
في سنة 1861 بلغ عدد السكان 487 نسمة، وتطور العدد ليصل في سنة 2011 لـ 3٬211 نسمة.
يظهر هذا المخطط البياني تطور النمو السكاني لـ ترابيتو